# Genista scythica
Genista scythica är en ärtväxtart som beskrevs av Józef Konrad Paczoski. Genista scythica ingår i släktet ginster, och familjen ärtväxter. Inga underarter finns listade i Catalogue of Life.